# Marie Laurent
Marie Anne Laurent, conocida como Marie Pasteur (Clermont-Ferrand, 15 de enero de 1826 - París, 28 de septiembre de 1910), fue la esposa, asistente científica y compañera de trabajo del químico y bacteriólogo francés Louis Pasteur.

## Biografía
Se casó en Estrasburgo el 29 de mayo de 1849, a los 23 años, con Louis Pasteur
Era su asistente en sus experimentos científicos. Ella trabajó con él en la expansión de sus primeras investigaciones, alrededor de 1848, sobre las observaciones formuladas anteriormente por Mitscherlich en las diferentes propiedades ópticas relativas a la luz polarizada de ácido tartárico cuando se trataba de los vinos naturales, lías de vino y cuando fue sintetizada en un laboratorio. Los estudiantes y colegas de Louis Pasteur reconocieron la importancia que tenía para él en su trabajo como su asistente. Crio los gusanos de seda que necesitaba para su experimento con sus enfermedades, y ella se hizo cargo de los niños que trató para su tratamiento experimental. Se mudó con él a su habitación en el muy ilustre Instituto Pasteur, y continuó viviendo allí después de su muerte. 
La mayoría de sus hijos murieron de pequeños. Solo Juan Bautista y María Luisa vivieron hasta adultos, solo la segunda tuvo hijos pero ninguno de sus hijos tuvo descendencia. Jean Baptiste fue un soldado en la guerra franco-prusiana. 
Marie Pasteur fue enterrada en la cripta del Instituto Pasteur en París.